# Wołodymyr Łukaszew

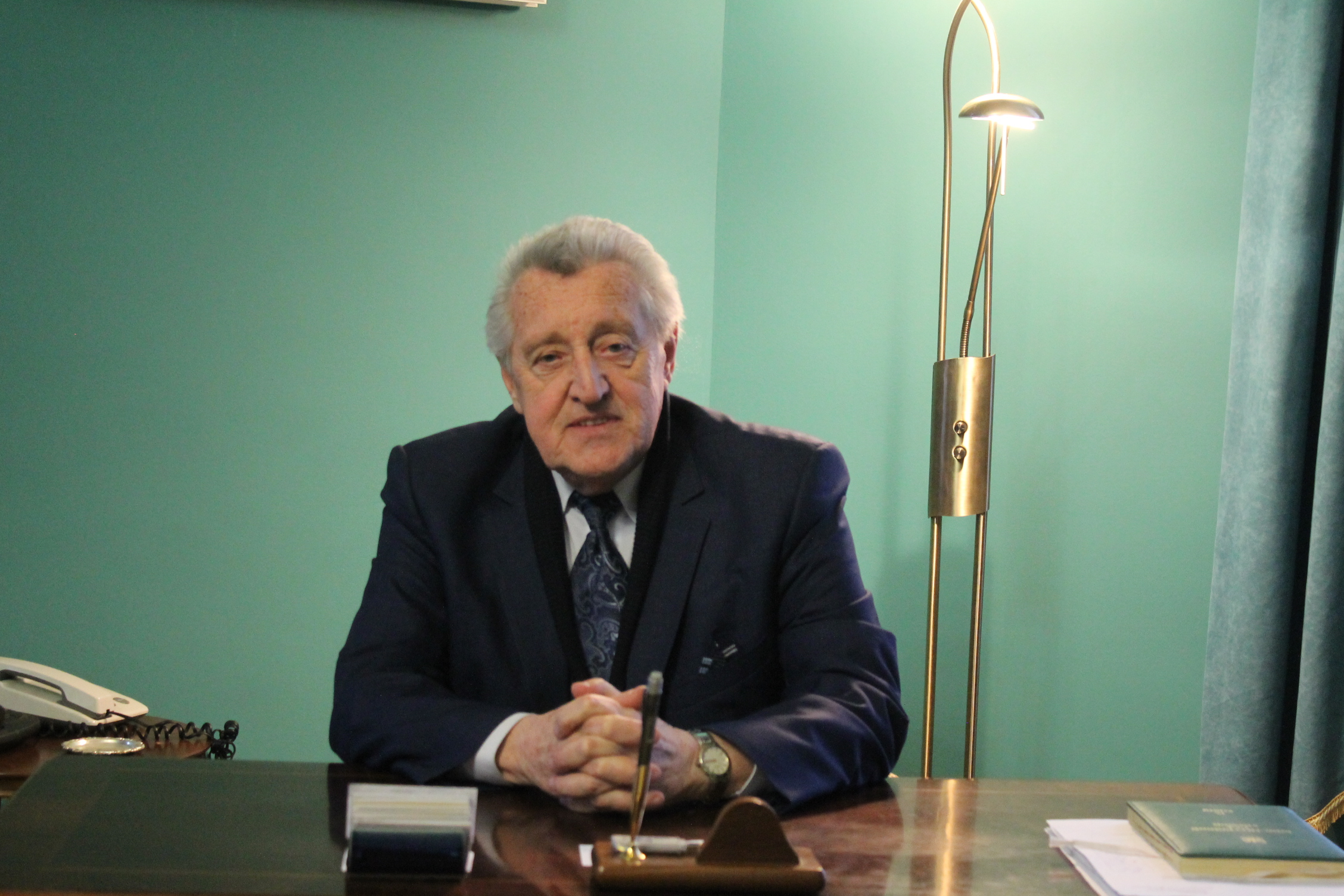
Wołodymyr Łukaszew

Wołodymyr Łukaszew (ukr. Володимир Анатолійович Лукашев, ur. 7 maja 1936 w Charkowie) – ukraiński śpiewak operowy, reżyser, działacz teatralny, pedagog, narodowy artysta Ukrainy, laureat międzynarodowych nagród, profesor.

## Życiorys
Urodził się w Charkowie. Jego ojciec, Anatolij Daniłowicz Łukaszew, był robotnikiem, a matką Maria Aleksandrowna Krawcowa pochodzenia rosyjskiego. Od wczesnego dzieciństwa uczył się gry na akordeonie.
W 1960 roku ukończył Charkowski państwowy konserwatorium jak koncertowo-komorowy śpiewak, w 1964 ukończył Charkowski instytut teatralny jako reżyser.

### W Charkowie
Po zakończeniu instytut pracował w Charkowskim instytucie sztuki, z 1972 roku – prorektor.
Przez te lata przedstawił około 20 spektakli. Inscenizacja opery Smetany „Sprzedana narzeczona” w 1966 roku został laureatem pierwszej nagrody na Ogólnoukraińskim konkursie teatrów szkolnych Ukrainy.

### W Kijowie
W 1996 roku został zaproszony na stanowisko dyrektora artystycznego Filharmonii Narodowej Ukrainy, gdzie zastąpił na tym stanowisku D. Ostapenko, wyznaczonego na stanowisko ministra kultury Ukrainy. Pod kierunkiem W. Łukaszewa przeprowadzono rekonstrukcję i renowację zabytkowego budynku filharmonii, zainstalowana organ, na dotacje rządu japońskiego zakupione instrumenty muzyczne dla orkiestry symfonicznej (firmy „Yamaha”) na łączną kwotę prawie 500 tysięcy dolarów.
Wraz z D. Gamkało zainicjował wydanie prezentacji kolekcji DVD „Perły kultury ukraińskiej. Antologia współczesnej sztuki muzycznej”.
Od 1999 roku – profesor wydziału reżyserii muzycznej Narodowej akademii muzycznej Ukrainy im. P. I. Czajkowskiego.

## Nagrody i tytuły
wyróżnienia
- Zasłużony Artysta Ukrainy (1975)
- Ludowy Artysta Ukrainy (1985)

ordery i medale
- Order Świętego Włodzimierza (2011)
- Order „Za zasługi” III stopnia (1998), II stopnia (2012)[1]
- Order księcia Jarosława Mądrego V stopnia (2006)

## Literatura
- Володимир Анатолійович Лукашев: Буклет. – К., 2006;
- Берегова О. Життя у філармонії // День (Київ). – 2001. – 18 трав.;
- Вахрамєєва Р. Ювілейний рік Володимира Лукашева // Молодь України (Київ). – 2006. – 5 лип..

## Źródła
- Лукашев, Володимир Анатолійович // Українська музична енциклопедія, Т.3 – Ін-т мистецтвознавства, фольклористики та етнології ім. М. Т. Рильського НАН України. 2011
- Honorowe nazwy Ukrainy, wydawnictwo „Logos”
- Енциклопедія сучасної України